# Bokka
Bokka (на полски: Bokka) е полска музикална група, свиреща в жанровете синтпоп, дриймпоп и шугейз на алтернативния рок и електронната музика.
Характерна особеност за групата е пазената в тайна самоличност на тримата и членове. Създадена е през 2013 г.

## Албуми
До този момент групата е издала два албума.
- „Bokka" (2013 г. – Nextpop Songwriters/ Parlophone Music Poland)
- „Don't Kiss and Tell“ (2015 г. – Nextpop Songwriters/ Warner Music Poland)